# Понте-да-Барка
По́нте-да-Ба́рка (порт. Ponte da Barca; МФА: [ˈpõ.tɨ dɐ ˈbaɾ.kɐ], По́нти-де-Ба́рка, «барковий міст») — муніципалітет і містечко в Португалії, в окрузі Віана-ду-Каштелу. Розташований у північній частині країни, на теренах історичної португальської провінції Дору-Міню. Належить до Віано-Каштельської діоцезії Католицької церкви в Португалії. Права міського самоврядування має з 1125 року. Поділяється на 17 парафій. За адміністративним поділом, чинним до 1976 року, був складовою провінції Міню. Площа муніципалітету — 184,76 км², населення муніципалітету — 12061 ос. (2011); густота населення — 65,28 осіб/км²
. Патрон — Іван Хреститель. Святковий день муніципалітету — 24 серпня. Поштовий індекс — 4980.  Код місцевої адміністративної одиниці — 1606. Складова статистичного регіону Північ.

## Географія
Понте-да-Барка розташоване на північному заході Португалії, на південному сході округу Віана-ду-Каштелу, на португальсько-іспанському кордоні.
Містечко розташоване за 36 км на північний схід від міста Віана-ду-Каштелу, на берегах річки Ліма, у місці впадання в неї річки Веш.
Понте-да-Барка межує на півночі з муніципалітетом Аркуш-де-Валдевеш, на сході — з Іспанією, на півдні — з муніципалітетами Терраш-де-Бору і Віла-Верде, на заході — з муніципалітетом Понте-де-Ліма.

## Історія
1125 року португальська графиня Тереза Леонська надала Понте форал, яким визнала за поселенням статус містечка та муніципальні самоврядні права.

## Населення
| Кількість мешканців | Кількість мешканців | Кількість мешканців | Кількість мешканців | Кількість мешканців | Кількість мешканців | Кількість мешканців | Кількість мешканців | Кількість мешканців | Кількість мешканців | Кількість мешканців | Кількість мешканців | Кількість мешканців | Кількість мешканців | Кількість мешканців |
| ------------------- | ------------------- | ------------------- | ------------------- | ------------------- | ------------------- | ------------------- | ------------------- | ------------------- | ------------------- | ------------------- | ------------------- | ------------------- | ------------------- | ------------------- |
| 1864                | 1878                | 1890                | 1900                | 1911                | 1920                | 1930                | 1940                | 1950                | 1960                | 1970                | 1981                | 1991                | 2001                | 2011                |
| 12 358              | 12 439              | 12 356              | 12 962              | 13 191              | 13 049              | 13 634              | 15 069              | 17 043              | 16 265              | 14 745              | 13 999              | 13 142              | 12 909              | 12 061              |

## Транспорт
Автостради N101,N203.

## Парафії
- Азіаш
- Бойвайнш
- Бравайнш
- Брітелу
- Крашту
- Куйде-де-Віла-Верде
- Ентре-амбуш-уш-Ріуш
- Ерміда
- Жермен
- Гровелаш
- Лаврадаш
- Ліндозу
- Ногейра
- Олейруш
- Пасу-Ведра-де-Магальяйнш
- Понте-да-Барка
- Руйвуш
- Салвадор-де-Товеду
- Сампріш
- Сантьягу-де-Віла-Шан
- Сан-Жуан-Батішта-де-Віла-Шан
- Сан-Лоренсу-де-Товеду
- Сан-Педру-де-Ваде
- Сан-Томе-де-Ваде
- Віла-Нова-да-Муіа